# WY del Cranc
WY del Cranc (WY Cancri) és un estel variable a la constel·lació del Cranc (Càncer). S'hi pot localitzar a 1º 13' al sud de 67 Cancri. S'hi troba, d'acord a la nova reducció de les dades de paral·laxi d'Hipparcos, a 265 ± 40 anys llum del sistema solar.

## Característiques
WY Cancri és un estel binari proper les components del qual són una nana groga de tipus espectral G5V, l'estel primari, i una estrella subgegant ataronjada o nana taronja de tipus K4IV-V. La primària té una temperatura efectiva de 5.500 K i una massa un 15% inferior a la massa solar. Amb un radi igual al del Sol, rota a gran velocitat, igual o superior a 78 km/s. La seua acompanyant, més freda, té una temperatura de 4.000 K i una massa aproximadament la meitat de la qual té el Sol. Té un radi entre 0,58 i 0,65 radis solars i gira sobre si mateixa amb una velocitat de rotació projectada de 49 km/s. L'estel primari és un 10% menys lluminós que el Sol mentre que el seu acompanyant té una quarta part de la lluminositat solar.

## Variabilitat
WY Cancri és una binària eclipsant i a més una variable RS Canum Venaticorum, oscil·lant la seva lluentor entre magnitud aparent +9,51 i +10,14.
El període orbital d'aquesta binària és de només 0,83124 dies (19,9 hores), estant el pla orbital inclinat 88º respecte al plà del cel. S'ha observat que, a llarg termini, el període decreix a raó de 1,20 × 10-7 dies per any. Atès que és una «binària separada» —no existeix transferència de massa entre les components— i que ambdues tenen tipus espectrals tardans, la variació secular del període pot estar causada per la pèrdua de moment angular per frenat magnètic.